# Avidya
Avidya is een Sanskriet woord voor 'onwetendheid', of het waanbeeld in het tijdelijke, persoonlijke 'zelf', dat voorkomt in hindoeïstische teksten als de Upanishads. Avidya is ook een boeddhistisch concept dat in de 'vier edele waarheden' voorkomt als wanbegrip van de aard van de realiteit. De term wordt ook gebruikt in het Jaïnisme.

## Etymologie
Avidya is a (niet) vidya (weten) of niet-weten, onwetendheid in het Sanskriet en komt van de Proto-Indo-Europese wortel weid (zien, kennen).

## Hindoeïsme
Naast de Upanishads komt avidya voor in de yogasoetra's van Patanjali (2e eeuw v. Chr.). 
Avidya is er in de grondoorzaak van vier andere klesa's (bezoekingen): egoïsme, liefde, haat en angst voor de dood.
De yogi tracht, middels het Pad van Yoga, innerlijk door de voertuigen (kosha's) terug te reizen, zijn eigen werkelijke aard te kennen en deze te doen opgaan in paramatman (Brahman, goddelijk bewustzijn).
De klesa's worden door studie, oefening, onthechting (vairagya), onderscheidingsvermogen (viveka) en toewijding verzwakt en ten slotte door het volgen van het pad van de yogi uitgeschakeld. Zo bereikt de sadhaka moksha of kaivalya (bevrijding).

## Boeddhisme
Gautama Boeddha noemde in zijn eerste les de vier edele waarheden:
Dat er lijden (duhkha) is in de wereld is de eerste edele waarheid. Dat lijden een oorzaak heeft is de tweede. Dat lijden kan worden overwonnen is de derde en het pad naar bevrijding de vierde edele waarheid. De oorzaak van het lijden is onwetendheid en de onwetendheid wordt overwonnen door kennis. De 'wortel van alle lijden en ellende, onze fundamentele onwetendheid', wordt doorgehakt. Kennis (inzicht) en ervaring van de essentie van het 'Zelf', het 'Niet-Zelf' (Ledigheid), de aard van de realiteit, is de ultieme bevrijding. Niet-Zelf als de enige bestaansvorm van alle verschijnselen. Alle bestaansvormen zijn afhankelijk, tijdelijk en worden veroorzaakt door externe factoren. Het universele Niet-Zelf is hun enige ware aard. 'Doordringend inzicht in het Niet-Zelf is het enige rechtstreekse antidotum tegen de onwetendheid. Dan raakt de mens, door het boeddhistische pad te gaan, bevrijd van Samsara, het voortdurende 'rad van dood en wedergeboorte (reïncarnatie)'. Lijden wordt door ('bezoedelend') handelen veroorzaakt, of karma (handeling) uit onwetendheid. Bezoedelende handelingen kluisteren ons vast in de vicieuze cirkel van dood en wedergeboorte. 
Onwetendheid betekent meer dan de passieve toestand van niet-op-de-hoogte-zijn en 'betekent wel degelijk verkeerd weten: een fundamenteel verkeerde visie op de aard van de realiteit.' Indische leermeesters als Dharmakirti en Vasubandhu leggen daar de nadruk op. In de Abhidharmakosa (Lexicon van Wijsheid) benadrukt Vasubandhu dat onwetendheid eerder de antithese van weten is. Het is waan-weten, de tegenpool van weten. 'Gewaarwordende wezens' worden door de krachten van onwetendheid gecontroleerd en daardoor maken lijden en tekortkomingen deel uit van hun leven. 
Lijden en onbevredigdheid worden door onze eigen waanbeelden veroorzaakt. Met de eigen waanbeelden gaan 'bezoedelende handelingen' gepaard. 'De echte wortel van alle kwaad is een fundamenteel foutieve inschatting van de werkelijke natuur van de realiteit. Deze onwetendheid is eigenlijk eerder een toestand van misleiding. Een toestand dus, waarin de aard van de werkelijkheid verkeerd wordt begrepen. een toestand (..), die met betrekking tot onze ervaringswereld en de eigenlijke realiteit geen enkele relevantie heeft. Omdat het beeld van de werkelijkheid volledig indruist tegen hoe de werkelijkheid in feite is. Een toestand van geestelijke dwaling is het.'